# Giovanni Cherubini
Giovanni Cherubini (Gottolengo, 1805 – Brescia, 1882) è stato un architetto italiano.

## Biografia

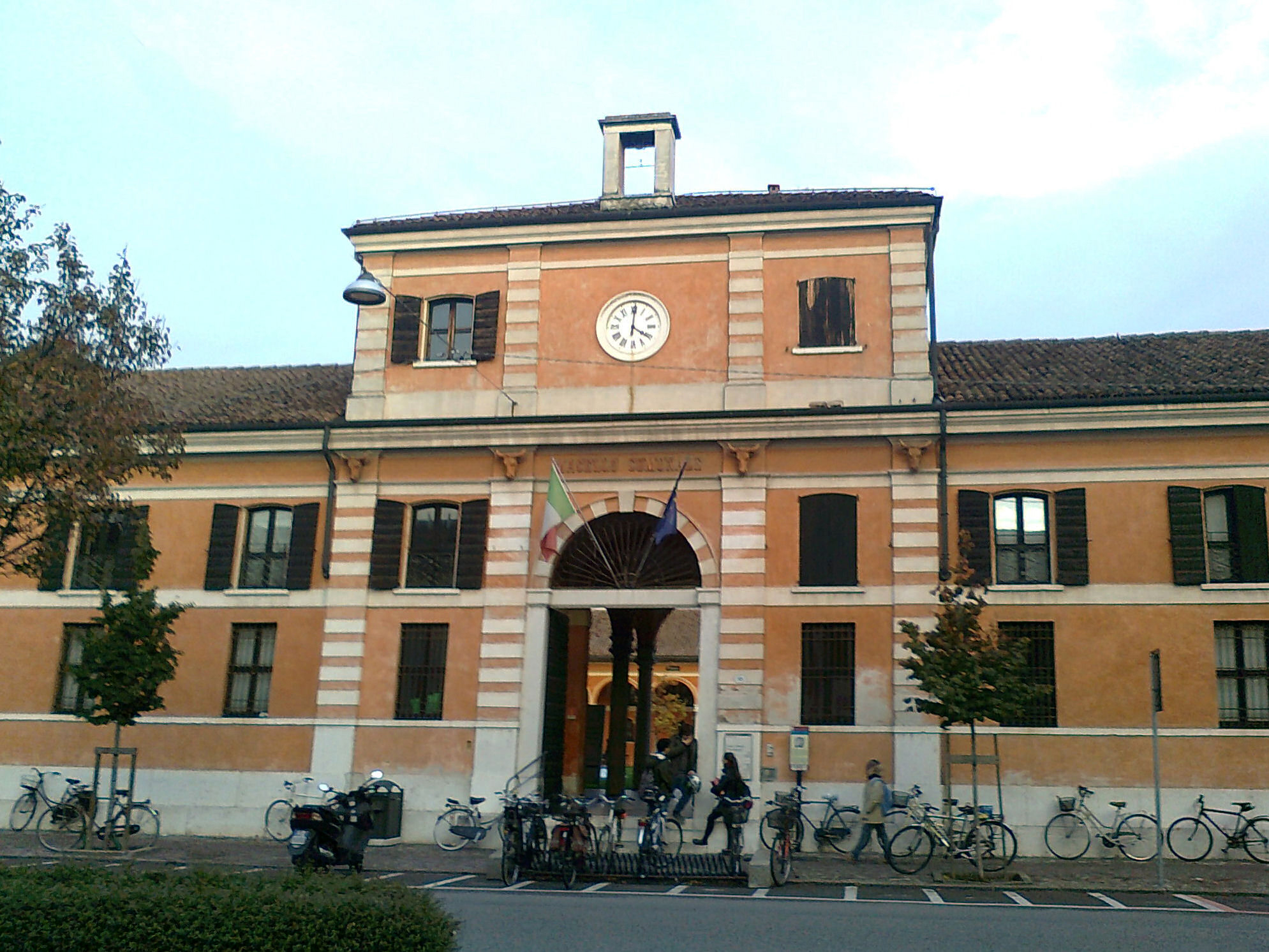
Biblioteca Baratta a Mantova.

Studiò inizialmente a Brescia e divenne discepolo dell'architetto Rodolfo Vantini. Successivamente insegnò disegno a Milano, a Sondrio e nel 1842 a Mantova. Operò in diversi campi dell'architettura sia civile che religiosa. Nel 1879 fece ritorno a Brescia, dove morì nel 1882.

## Opere
- Porta Pradella a Mantova, in stile dorico, 1848. Fu demolita nel 1939-1940;
- Casa Piazza Guglielmo Marconi 26-27 a Mantova, 1849;[1]
- Palazzo Guidi di Bagno o della Prefettura a Mantova, 1857;[2]
- Chiesa Parrocchiale a Ostiglia, 1863;
- Macello comunale a Mantova, 1872; ora sede della Biblioteca Baratta.[3]